# Palazzo di Gråsten

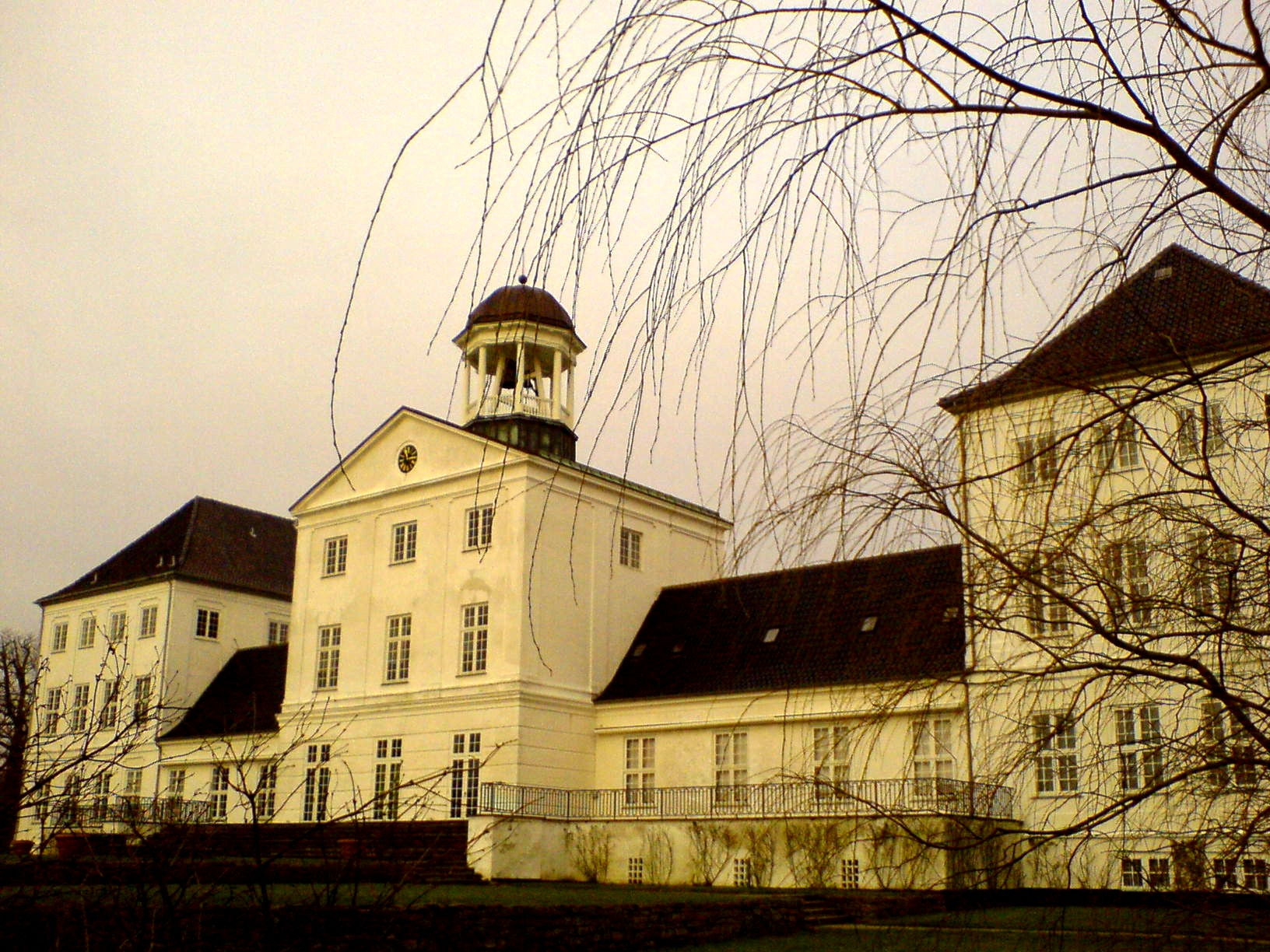
Palazzo di Gråsten visto dal giardino

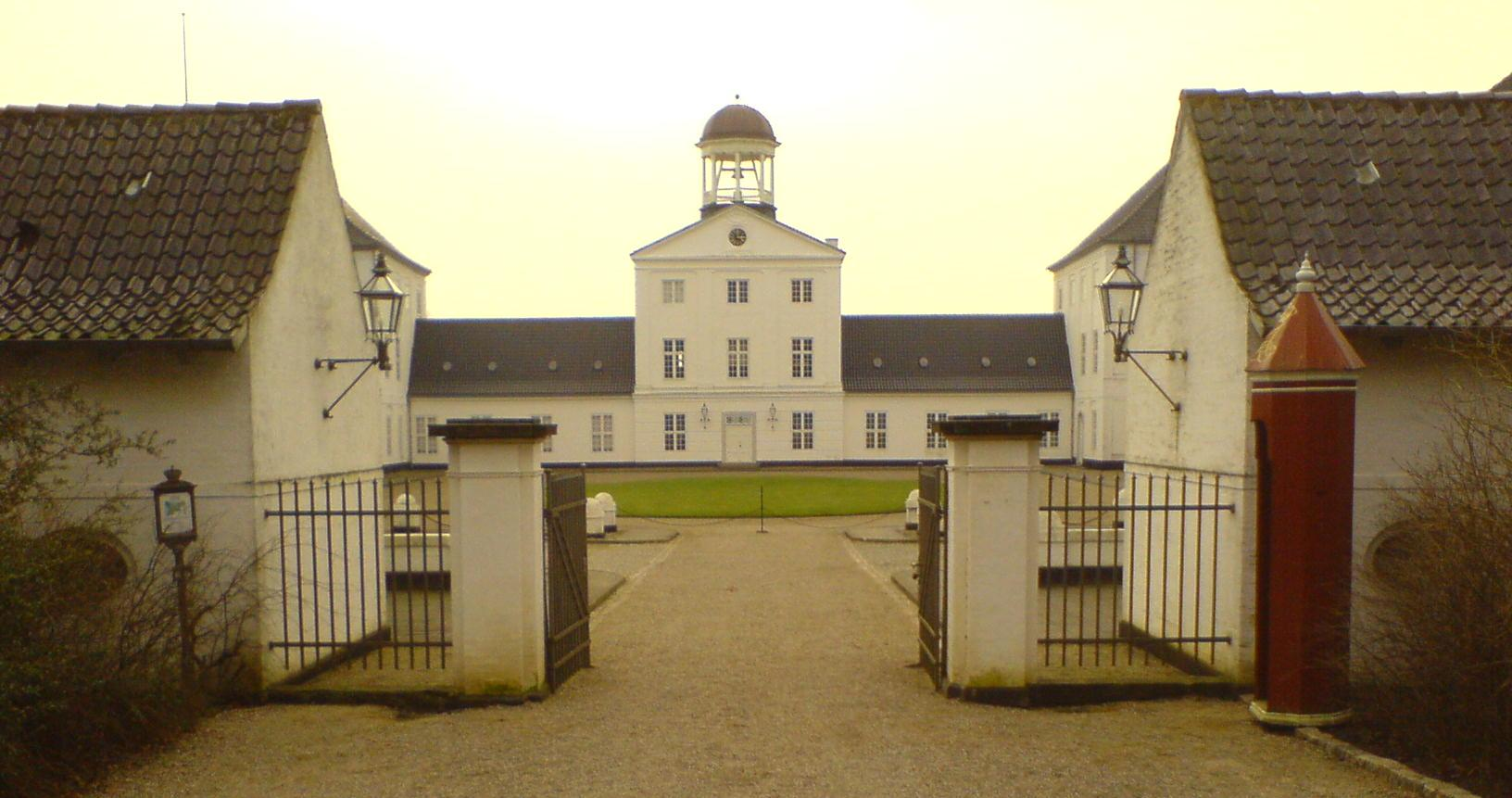
Il palazzo visto dal cancello

Il Palazzo di Gråsten (in danese: Gråsten Slot) è un palazzo della Danimarca, conosciuto per essere la residenza estiva della famiglia reale danese. Si trova a Gråsten, nello Jutland, regione del sud della Danimarca. Si trova vicino al parco di divertimenti Legoland, dove ogni anno si recano i bambini della famiglia reale. L'edificio principale presenta una facciata moderna interamente bianca, con porte veneziane che si aprono nel grande giardino con vialetti in ghiaia.

## Storia
La leggenda narra che il Palazzo di Gråsten fu il luogo in cui Hans Christian Andersen scrisse La piccola fiammiferaia durante la sua visita nel 1845. L'attuale edificio principale potrebbe essere stata l'ala meridionale della seconda struttura che fu costruita nel 1603 per sostituire la palazzina della caccia, distrutta da un incendio a metà del XVI secolo. Nei tre secoli e mezzo successivi, dopo essere stato di proprietà di alcuni nobili danesi, il Palazzo di Gråsten fu acquisito dallo stato, fu restaurato e nel 1935 divenne residenza estiva dell'allora Principe della Corona Federico, poi Re Federico IX, e della Principessa della Corona Ingrid, la futura Regina Ingrid, che adorò fortemente il palazzo.

## Descrizione
Come detto, la proprietà comprende grandi giardini con prati e viali coperti di ghiaia. Tutta la struttura, e i giardini in particolare, sono ispirati secondo lo stile anglosassone. La cappella del palazzo, l'unica parte della tenuta aperta al pubblico, è una copia della chiesa gesuita di Anversa. Nonostante l'interno raffigurante le guerre dello Schleswig, che è danneggiato, la cappella è magnificamente decorata con 80 dipinti. Questa struttura ospita congregazioni bilingui, con messe in lingua danese e tedesca per andare incontro alla cultura locale mista. La tenuta, nel suo complesso, si estende per un'area di 6,6 km².